# Micromys bendai
Espèce
Micromys bendai est une espèce fossile de rongeurs de la famille des Muridae.

## Distribution et époque
Ce proche parent du rat des moissons actuel (Micromys minutus) a été découvert en Grèce. Il vivait à l'époque du Miocène jusqu'au Pliocène.

## Taxinomie
Cette espèce a été décrite pour la première fois en 1979 par le naturaliste A. van de Weerd.

## Publication originale
- (en) van de Weerd, 1979 : « Early Ruscinian rodents and lagomorphs (Mammalia) from the lignites near Ptolemais (Macedonia, Greece) ». Proceedings Koninklijke Nederlandse Akademie van Wetenschappen (Serie B), vol. 82, p. 127-170 (consulté le 23 octobre 2013).